# Schnierer Aladár
Schnierer Aladár, Alfred von Schnierer (Bruck an der Leitha, 1836. február 27. – Budapest, 1898. december 6.) jogtudós, budapesti egyetemi tanár, a Budapesti Tudományegyetem rektora 1893–1894-ben.

## Élete
A Lajta megyei Bruckban született Schnierer Alajos királyi tanácsos, főharmincados és Hohensterni Bendel Emma fiaként. Középiskolai tanulmányait Sopronban és Budapesten végezte. Jogot a budapesti egyetemen hallgatott. Az ügyvédi diploma elnyerése után a budapesti pénzügyi ügyészség szolgálatába lépett. 1863-ban a kassai jogakadémián, 1872-ben a budapesti egyetemen lett a büntetőjog és jogbölcsészet rendes tanára. Később miniszteri tanácsos; a jogtudományi államvizsgálat és a II. alapvizsgálat bizottságának tagja; a jog- és államtudományi karnak két ízben dékánja, az egyetemnek volt rektora.

## Művei
- A büntetőjog általános tanai, tekintettel az újabbkori törvényhozásra. Pest, 1873.
- Birálatok a magyar büntető-törvénykönyv tervezéséről. Budapest, 1876. (Dárdai Sándor- és Kőrösi Sándorral együtt.)
- Büntetőjogtan II. kötet. A bűntettek és büntetéseik. A büntetőjog különös része. Tekintettel az újabbkori törvényhozásra és hazai törvényjavaslatunkra. Uo. 1876.
- A magyar büntetőtörvény magyarázata. Uo. 1880.
- A büntetőjog általános tanai az 1878. V. és 1879. XL. törvényczikkek alapján. Uo. 1882. (2. átdolg. és bőv. kiadás. Uo. 1888. és 1893.)
- A bűntettekről és vétségekről szóló magyar büntetőtörvény (1878. V. t.-cz.) magyarázata. Bpest, 1881. (Átdolgozott s a judicatura tekintetbe vételével bőv. 2. kiadás. Uo. 1885. A m. tudom. Akadémia által a nagy díjjal kitüntetett munka. Átdolgozott s a judicatura tekintetbe vételével bővített 3. kiad. Uo. 1893.)

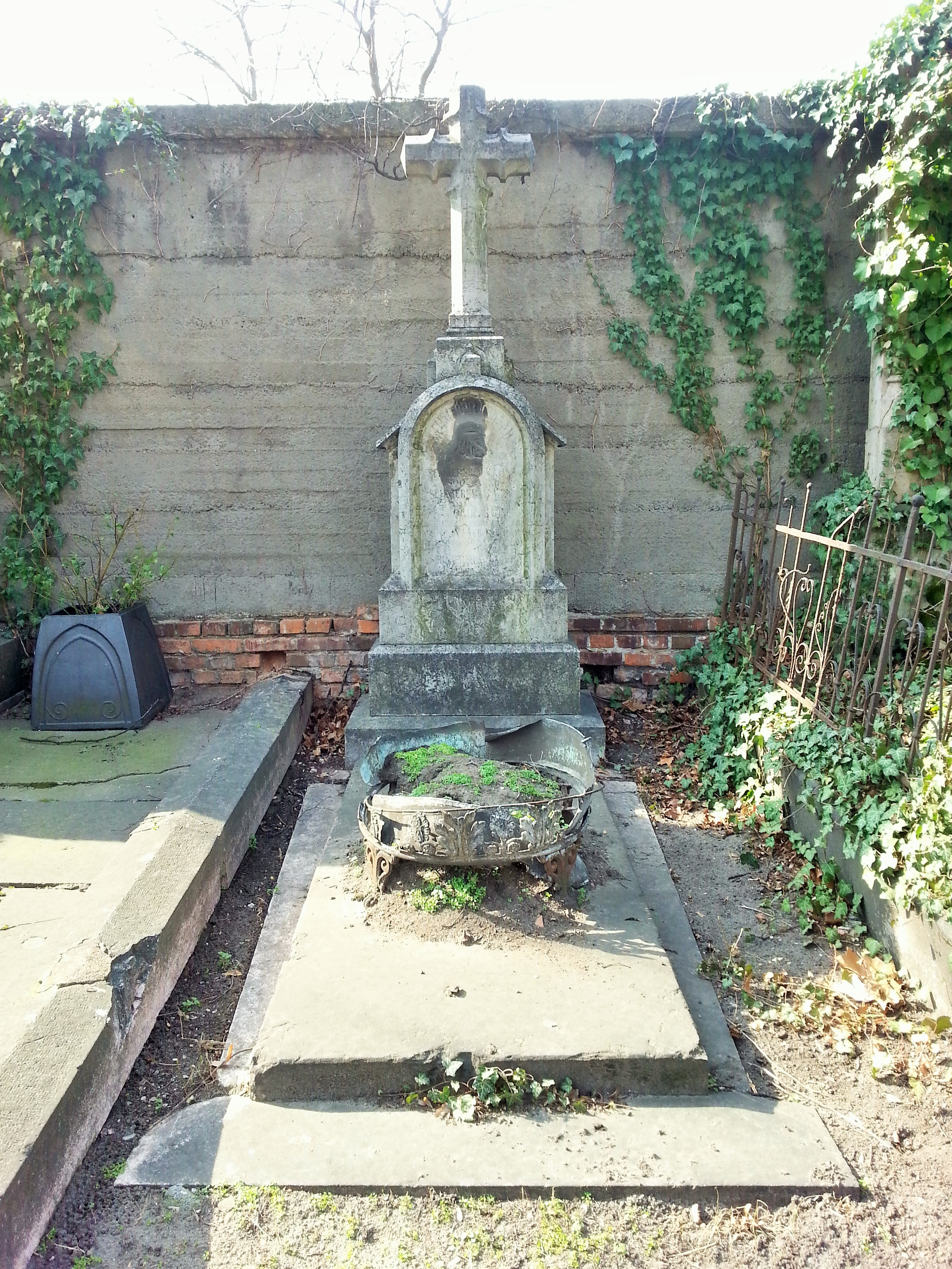
A Schnierer család sírja a Fiumei úti sírkertben (Falsírboltok J/102.)

- Emlékbeszéd dr. Pauler Tivadar fölött. Tartotta... 1887. november 9. Uo. 1887.
- Észjogi jegyzet. Előadásai után jegyezte Mayer Gy. Uo. 1890.
- Birálati jelentése Doleschall Alfréd magántanári képesítése tárgyában. Uo. 1892.
- Az egyetem története 1893-94-ben. Beszéd, melylyel ... az egyetem kormányzatáról lelépett 1894. évi szept. 16. Uo. 1894.